# Stefania Rocca
Stefania Rocca (Torino, 24 aprile 1971) è un'attrice italiana.

## Biografia
Nata e cresciuta a Torino, da adulta si trasferisce a Roma per frequentare i corsi di recitazione di Beatrice Bracco e successivamente il Centro sperimentale di cinematografia. In seguito va a New York, frequentando l'Actors Studio.

### Gli anni novanta
Nel 1994 debutta nel cinema con il cortometraggio Effetto, seguito nel 1995 da Palermo Milano - Solo andata. Il successo arriva con la parte di Naima, l'esperta di hardware di Nirvana (1997).
Nel 1998 è protagonista del film Viol@, nel quale interpreta una giovane donna che si appassiona al sesso virtuale online, in piena era del boom di Internet: il film viene presentato al festival di Venezia e la performance di Stefania Rocca è molto apprezzata ed ottiene un buon riscontro di pubblico. Nello stesso anno partecipa al programma televisivo Totem di Alessandro Baricco e Gabriele Vacis, in onda per due puntate (21 e 28 dicembre) su Rai Due.
Nel 1999 recita una parte nel film Il talento di Mr. Ripley.

### Gli anni 2000
Nel 1999 è protagonista, insieme ad Alessia Merz e Flavia Vento, degli spot per la campagna di privatizzazione dell'Enel e nel 2000 è nel cast di Pene d'amor perdute. Nel 2002 recita nel film Heaven. Il film ottiene consensi di critica e pubblico. Nel 2002 è inoltre al fianco di Fabio Volo in Casomai. La pellicola è accolta con particolare entusiasmo da parte del pubblico. Nel 2004 recita ne Il cartaio di Dario Argento e ne L'amore è eterno finché dura. Nel 2005 è nel cast de La bestia nel cuore. Il film riceve diversi premi e nomination, tra cui una nomination al David di Donatello a Stefania Rocca come miglior attrice non protagonista. Nel 2006 torna infine a lavorare con Alessandro D'Alatri in Commediasexi. Nel 2007 è nel cast di Go Go Tales e tra il 2008 e il 2009 è protagonista insieme ad Emilio Solfrizzi della serie TV Tutti pazzi per amore, in cui interpreta il ruolo di Laura Del Fiore.

### Gli anni 2010
Nel 2011 è protagonista della fiction televisiva Edda Ciano e il comunista, insieme ad Alessandro Preziosi, e nel 2012 è uno dei personaggi principali di Una grande famiglia, serie televisiva di Rai 1, dove interpreta Chiara, a fianco di Stefania Sandrelli, Gianni Cavina e Alessandro Gassmann. Nel 2013 torna al cinema con la pellicola Il terzo tempo, diretta da Enrico Maria Artale, e nello stesso anno torna in TV con la seconda stagione di Una grande famiglia, mentre è a fianco di Luca Zingaretti in Adriano Olivetti - La forza di un sogno.
Nel 2014 prende parte al film Scusate se esisto!, con Raoul Bova e Paola Cortellesi, mentre l'anno dopo la vede impegnata nella terza serie di Una grande famiglia, sempre su Rai 1.
Nel 2017 interpreta Franca nella miniserie di Rai 1 Di padre in figlia, al fianco di Alessio Boni e Cristiana Capotondi.
Nel 2018 partecipa alla tredicesima edizione del talent show di Rai 1 Ballando con le stelle.
Nella sua carriera ha ottenuto 2 candidature al David di Donatello, 2 candidature al Nastro d'argento, 1 vittoria e 2 candidature al Globo d'oro, 1 vittoria e 2 candidature al Roma Fiction Fest.

## Vita privata
Sorella di Silvia Rocca, dopo aver vissuto a Parigi, si trasferisce a Milano. Dal 2005 è compagna dell'imprenditore Carlo Capasa da cui ha avuto due figli: Leone Ariele, nato nel 2007, e Zeno, nato nel 2009.

## Filmografia

### Cinema
- Effetto, regia di Federico Cagnoni – cortometraggio (1994)
- Poliziotti, regia di Giulio Base (1995)
- Cronaca di un amore violato, regia di Giacomo Battiato (1995)
- Palermo Milano - Solo andata, regia di Claudio Fragasso (1995)
- Cuore cattivo, regia di Umberto Marino (1995)
- I virtuali, regia di Luca e Marco Mazzieri (1996)
- Nirvana, regia di Gabriele Salvatores (1997)
- Corti stellari, regia di Maurizio Dell'Orso, episodio di La misura dell'amore (1997)
- Inside/Out, regia di Rob Tregenza (1997)
- L'amico di Wang, regia di Carl Haber (1997)
- Voglio una donnaaa!, regia di Luca e Marco Mazzieri (1998)
- Viol@, regia di Donatella Maiorca (1998)
- Giochi d'equilibrio, regia di Amedeo Fago (1998)
- In principio erano le mutande, regia di Anna Negri (1999)
- Il talento di Mr. Ripley (The Talented Mr. Ripley), regia di Anthony Minghella (1999)
- Senso unico, regia di Aditya Bhattacharya (1999)
- Pene d'amor perdute, regia di Kenneth Branagh (2000)
- Rosa e Cornelia, regia di Giorgio Treves (2000)
- Hotel, regia di Mike Figgis (2001)
- Heaven, regia di Tom Tykwer (2002)
- Casomai, regia di Alessandro D'Alatri (2002)
- Piazza delle Cinque Lune, regia di Renzo Martinelli (2003)
- La vita come viene, regia di Stefano Incerti (2003)
- Prima dammi un bacio, regia di Ambrogio Lo Giudice (2003)
- Il cartaio, regia di Dario Argento (2004)
- L'amore è eterno finché dura, regia di Carlo Verdone (2004)
- Mary, regia di Abel Ferrara (2005)
- La bestia nel cuore, regia di Cristina Comencini (2005)
- Aspects of Love, regia di Gale Edwards (2005)
- La cura del gorilla, regia di Carlo A. Sigon (2006)
- Commediasexi, regia di Alessandro D'Alatri (2006)
- Le Candidat, regia di Niels Arestrup (2007)
- Voce del verbo amore, regia di Andrea Manni (2007)
- Go Go Tales, regia di Abel Ferrara (2007)
- Una donna - A Woman (A Woman), regia di Giada Colagrande (2010)
- L'Envahisseur, regia di Nicolas Provost (2011)
- L'amore fa male, regia di Mirca Viola (2011)
- Il terzo tempo, regia di Enrico Maria Artale (2013)
- Un matrimonio da favola, regia di Carlo Vanzina (2014)
- Scusate se esisto!, regia di Riccardo Milani (2014)
- One more day, regia di Andrea Preti (2015)
- Abbraccialo per me, regia di Vittorio Sindoni (2016)
- L'amore rubato, regia di Irish Braschi (2016)
- Non si ruba a casa dei ladri, regia di Carlo Vanzina (2016)
- Mamma o papà?, regia di Riccardo Milani (2017)
- Sono tornato, regia di Luca Miniero (2018)
- Dietro la notte, regia di Daniele Falleri (2021)
- L'uomo che disegnò Dio, regia di Franco Nero (2022)
- La primavera della mia vita, regia di Zavvo Nicolosi (2023)
- Io sono un po’ matto e tu?, regia di Dario D’Ambrosi (2024)

### Televisione
- Italian Restaurant – serie TV, episodio 1x02 (1994)
- Voci notturne, regia di Fabrizio Laurenti – miniserie TV, 5 episodi (1995)
- Correre contro, regia di Antonio Tibaldi – film TV (1996)
- Donna, regia di Gianfranco Giagni – miniserie TV (1996)
- I ragazzi del muretto – serie TV, episodio 3x01 (1996)
- Nei secoli dei secoli, regia di Marcello Cesena – film TV (1997)
- Salomone, regia di Roger Young – miniserie TV (1997)
- La storia di Gigi 2, regia di Luca e Marco Mazzieri – film TV (1997)
- Amiche davvero, regia di Marcello Cesena – film TV (1998)
- Ombre, regia di Cinzia TH Torrini – miniserie TV, 2 episodi (1999)
- Jesus, regia di Roger Young – miniserie TV, 2 episodi (1999)
- Lourdes, regia di Lodovico Gasparini – miniserie TV, 2 episodi (2000)
- Resurrezione, regia di Paolo e Vittorio Taviani – miniserie TV, 2 episodi (2001)
- Il bacio di Dracula, regia di Roger Young – miniserie TV, 2 episodi (2002)
- Stauffenberg - Attentato a Hitler, regia di Jo Baier – film TV (2004)
- D'Artagnan e i tre moschettieri, regia di Pierre Aknine – miniserie TV (2005)
- Mafalda di Savoia, regia di Maurizio Zaccaro – miniserie TV (2006)
- Candidat libre, regia di Niels Arestrup – film TV (2007)
- Tutti pazzi per amore – serie TV, 78 episodi (2008-2012)
- Bakhita - La santa africana, regia di Giacomo Campiotti – miniserie TV, 2 episodi (2009)
- Edda Ciano e il comunista, regia di Graziano Diana – film TV (2011)
- Mai per amore, regia di Margarethe von Trotta – miniserie TV, episodio La fuga di Teresa (2012)
- Una grande famiglia, regia di Riccardo Milani – serie TV, 22 episodi (2012-2015)
- Piccola Lady, regia di Gernot Roll – film TV (2012)
- Adriano Olivetti - La forza di un sogno, regia di Michele Soavi – miniserie TV, 2 episodi (2013)
- Altri tempi, regia di Marco Turco – miniserie TV, 2 episodi (2013)
- Gli anni spezzati - Il giudice, regia di Graziano Diana – miniserie TV (2014)
- Di padre in figlia, regia di Riccardo Milani – miniserie TV, 4 episodi (2017)
- Nozze romane, regia di Olaf Kreinsen – film TV (2017)
- Made in Italy – serie TV, episodi 1x02-1x07-1x08 (2019)
- Mentre ero via, regia di Michele Soavi – miniserie TV, 6 episodi (2019)
- Cops - Una banda di poliziotti – serie TV, 4 episodi (2020-2021)
- Tutta colpa di Freud - La serie – serie TV, 8 episodi (2021)
- Illuminate: Susanna Agnelli, la viaggiatrice, regia di Nicola Campiotti – docufilm (2021)
- Anima gemella, regia di Francesco Miccichè – miniserie TV, 7 episodi (2023)
- Vita da Carlo – serie TV (2023-2024)

### Cortometraggi
- Effetto, regia di Federico Cagnoni (1994)
- Francesca, regia di Mauro Conciatori (1995)
- La misura dell'amore, regia di Maurizio Dell'Orso (1996)
- Effetto placebo, regia di Eros Puglielli (1996)

## Teatro
- Il silenzio grande di Maurizio De Giovanni, regia di Alessandro Gassmann (2019-2023)
- La madre di Eva, dal romanzo di Silvia Ferreri, regia di Stefania Rocca (2023)
- Chicago - il musical, regia di Chiara Noschese (2023-2024)

## Riconoscimenti
- David di Donatello
  - 2003 – Candidatura alla migliore attrice protagonista per Casomai
  - 2006 – Candidatura alla migliore attrice non protagonista per La bestia nel cuore

- Nastro d'argento
  - 1999 – Candidatura alla migliore attrice protagonista per Viol@
  - 2002 – Candidatura alla migliore attrice protagonista per Casomai
  - 2004 – Candidatura alla migliore attrice non protagonista per La vita come viene

- Ciak d'oro
  - 1997 – Miglior attrice non protagonista per Nirvana[13]

- Globo d'oro
  - 2001 – Miglior attrice rivelazione per Rosa e Cornelia
  - 2003 – Candidatura alla migliore attrice per Casomai

- Roma Fiction Fest
  - 2011 – Miglior attrice categoria TV movie per Edda Ciano e il comunista